# Toijala centraltätort
Toijala centraltätort (finska: Toijalan keskustaajama) är en tätort (finska: taajama) och centralort i Ackas stad (kommun) i landskapet Birkaland i Finland. Vid tätortsavgränsningen den 31 december 2021 hade Toijala centraltätort 8 465 invånare och omfattade en landareal av 16,43 kvadratkilometer.